# ExoMars Trace Gas Orbiter
L'ExoMars Trace Gas Orbiter (TGO) è il modulo principale della prima missione ExoMars, un'orbiter con lo scopo di portare il lander Schiaparelli, compiere degli studi sul pianeta e permettere le telecomunicazioni con il rover della seconda missione (rover Rosalind Franklin).

## Caratteristiche tecniche

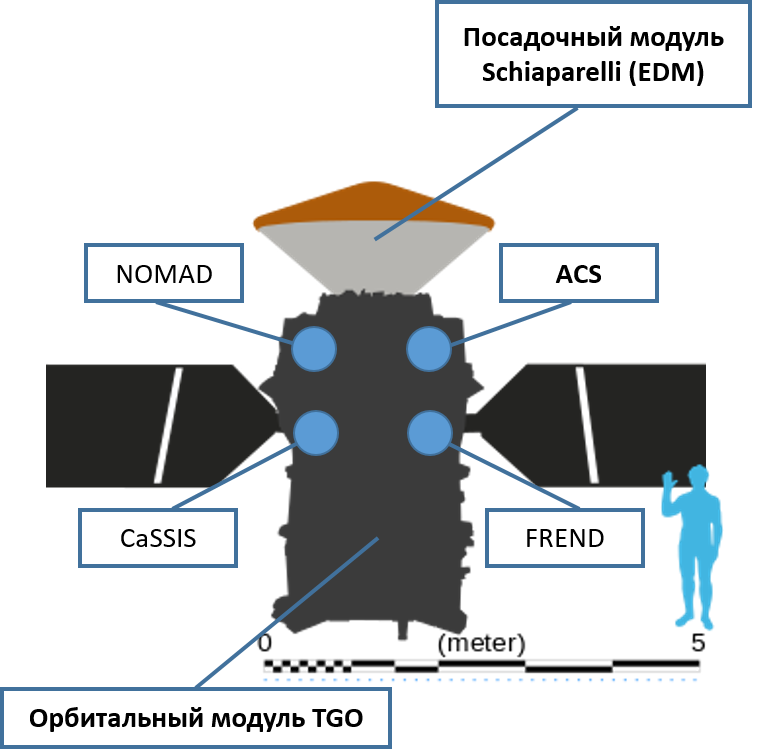
Scheda dell'orbiter

La sonda ha un peso di 3,7 t, le dimensioni di 3,2x2x2 m ed è equipaggiata con i due spettrometri ACS e NOMAD, il rilevatore di neutroni FREND utile per osservare l'idrogeno fino a un metro di profondità sotto terra (10 volte meglio di come fatto fino ad ora) e la fotocamera ad alta risoluzione CaSSIS. Questa fotocamera ha la risoluzione di 5 m per pixel, inferiore all'HiRISE (0,1 m per px), ma con una maggiore sensibilità ai colori e la capacità di creare immagini stereoscopiche riprendendo da angolazioni diverse. NOMAD è la combinazione di due spettrometri a infrarossi e uno a ultravioletto per migliorare lo studio della composizione atmosferica; ACS consiste in tre spettrometri infrarossi e lavora con NOMAD per lo studio dell'atmosfera.

## Missione

TGO a confronto con il Mars Express

Il primo scopo della missione è stato portare su Marte il lander Schiaparelli (poi schiantotosi sul suolo marziano) fermandosi su un'orbita altamente ellittica arrivando a 98000 km di distanza e con un periodo di 4 giorni. Successivamente dal marzo 2017 ha cominciato una manovra conclusasi il 20 febbraio 2018 arrivando ad una distanza di 400 km e un periodo di 2 ore. Il 15 aprile è stata scattata la prima fotografia dallo strumento CaSSIS inquadrando un'area di 50 km del cratere Korolev.

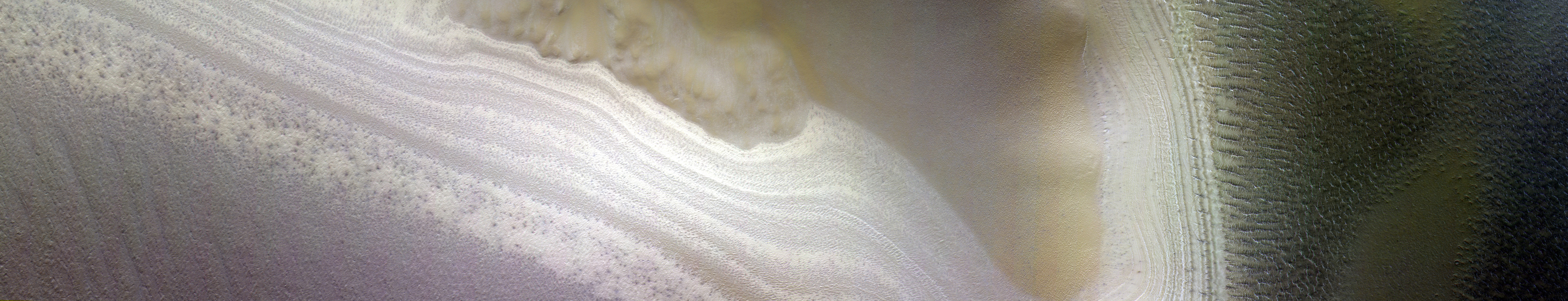
Foto del polo sud di Marte

L’ESA ha assegnato all’industria italiana, e in particolare a Thales Alenia Space (Thales 67%, Finmeccanica 33%), la leadership principale di entrambe le missioni, oltre alla responsabilità complessiva di sistema di tutti gli elementi, come dello sviluppo del TGO e del lander Schiaparelli. .